# عملية باستر-جانجل

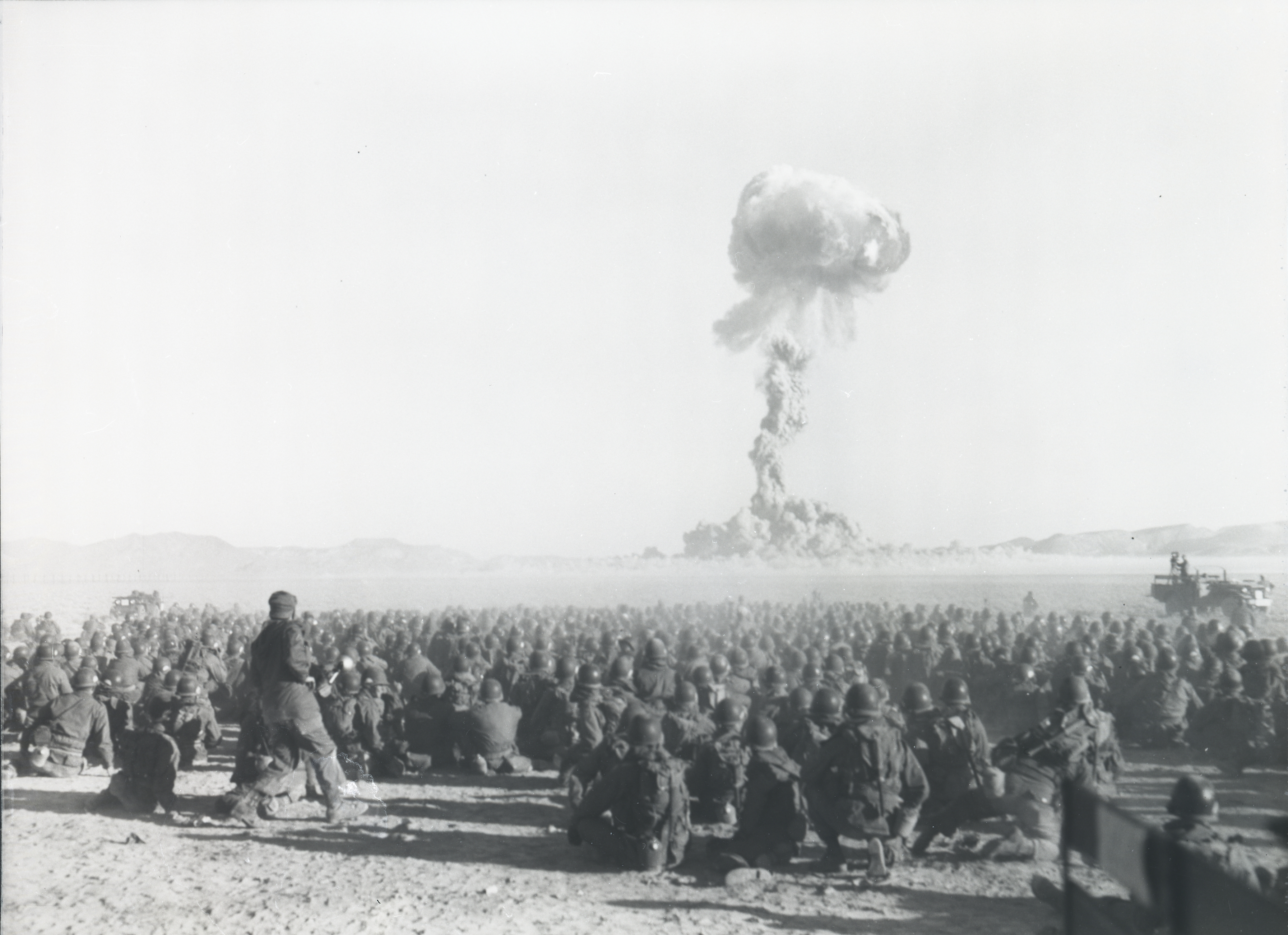
تمرين صخرة الصحراء أثناء اختبار باستر-جانجل.

عملية باستر-جانجل هي سلسلة من سبع تجارب للأسلحة النووية (ستة في الغلاف الجوي وواحدة في حفرة) أجرتها الولايات المتحدة أواخر عام 1951 في موقع اختبار نيفادا. كان عملية باستر-جانغل هي أول برنامج اختبار مشترك بين وزارة الدفاع (عملية باستر) ومختبرات لوس ألاموس الوطنية (عملية جانغل). شارك 6500 جندي كجزء من عملية باستر في مناورات عملية صخرة الصحراء الأولى والثانية والثالثة بالتزامن مع الاختبارات. قيم الاختباران الأخيران من عملية جانغل آثار الحفر الناجمة عن الأجهزة النووية منخفضة الإنتاجية. سبقت هذه السلسلة عملية تامبلر-سنابر [الإنجليزية] وتبعتها عملية الاحتباس الحراري .

## مشاركة القوات البرية الأمريكية
شاركت أربع وحدات من الجيش الأمريكي في اختبار عملية باستر-جانجل للمناورات القتالية بعد تفجير سلاح نووي. وتألفت هذه الوحدات من:
1. الكتيبة الأولى، فوج المشاة 188 المحمول جواً ، الفرقة 11 المحمولة جواً
2. الفصيلة الطبية الثالثة الشركة الطبية المحمولة جواً رقم 188
3. سرية الفصيلة كتيبة المهندسين 127
4. البطارية ج كتيبة المدفعية الميدانية 546

صدرت تعليمات للأفراد بإنشاء خنادق وبناء مرابض أسلحة ومخابئ في موقع دفاعي على بعد 11 كم جنوب منطقة التفجير. وبعد تفجير القنبلة النووية، صدرت الأوامر للقوات بالتقدم نحو المنطقة المتضررة. وأثناء اقترابها من نقطة الصفر، شاهدت القوات آثار السلاح النووي على التحصينات التي وضعت في الموقع استعدادًا للاختبارات. اقتربت القوات البرية لمسافة 900 متر من نقطة الصفر قبل أن يُطلب منها الخروج من المنطقة. وقد تم تكليف مكتب أبحاث الموارد البشرية بجمع البيانات عن الآثار النفسية للقوات بعد مشاهدة مثل هذا التفجير والاقتراب من المنطقة المتضررة.